# Hysterese
Hysterese eller hysteresis er generelt en betegnelse for at et systems tilstand ikke kun afhænger af systemets afhængige variabel, men også af, om variablen er blevet ændret voksende eller aftagende. Det bruges blandt andet indenfor fysik, biologi og økonomi.

## Fysik
Fænomenet kan f.eks. ses ved udspændte elastikker. Jo længere elastikken trækkes ud, des større kraft skal man trække med. Men her viser det sig at der er tydelig forskel på elastikkens trækkraft (fjederkraft) afhængigt af, om elastikken trækkes mere og mere ud, eller af om den slækkes. Det ses på billedet som forskellen mellem den blå kurve (elastikken strammes) og den røde kurve (elastikken slækkes).
Ellers optræder hysterese ofte i beskrivelse af magnetisme, hvor det kan være forskellen på at magnetisere en komponent og på at vende magnetiseringen. Det kan være forskellen på den temperatur, der får en termostat til at åbne og den temperatur, der får den til at lukke. Et andet meget dagligdags eksempel på hysterese er slør i rattet på en bil.

## Økonomi
Indenfor økonomien bruges begrebet især i forbindelse med ledighed. Et oprindeligt midlertidigt tilbageslag, der medfører en lavkonjunktur og dermed en stigende ledighed, kan føre til, at de ledige mister kvalifikationer på arbejdsmarkedet. De bliver dermed mindre funktionsdygtige og kan få sværere ved at få arbejde igen, når konjunkturerne vender. Dermed kan deres ledighed blive af permanent karakter som følge af et større mismatch på arbejdsmarkedet. Fænomenet kaldes også persistens.